# Terraço-jardim
O terraço-jardim é um conceito arquitetônico segundo o qual a cobertura de um edifício é utilizada como espaço de convivência e lazer. O terraço jardim pode conter de facto "um jardim" (como ele é popularmente imaginado, repleto de vegetação) ou pode ser constituído de espaços abertos e elementos construídos, como num solário.
O conceito foi desenvolvido por Le Corbusier na década de 1920, fazendo parte de seus cinco pontos para a nova arquitetura. Sua ideia foi a de "recuperar" aos cidadãos o espaço ocupado pela construção (espaço "subtraído" ao solo) na cobertura do edifício. Com a difusão da arquitectura moderna, o conceito de terraço jardim foi adoptado por outros arquitetos. No Brasil, foi utilizado por Lucio Costa e a equipa responsável pelo projeto da sede do então Ministério da Educação e da Saúde (actual Palácio Gustavo Capanema) na década de 1930.